# Irving Saladino
Irving Saladino (* 23. ledna 1983, Colón) je panamský sportovec, atlet, olympijský vítěz a mistr světa ve skoku do dálky.

## Kariéra
V roce 2004 reprezentoval na letních olympijských hrách v Athénách, kde však neprošel sítem kvalifikace. O rok později na světovém šampionátu v Helsinkách obsadil výkonem 820 cm 6. místo. V roce 2006 získal na halovém MS v Moskvě stříbrnou medaili, když ve finále skočil v poslední sérii 829 cm. O jediný centimetr dál skočil Ignisious Gaisah z Ghany.
Na světovém šampionátu 2007 v japonské Ósace vybojoval pro Panamu jedinou medaili, a to hned zlatou před druhým Italem Andrewem Howem a třetím Američanem Dwightem Phillipsem. Finále závodu bylo velmi hektické, poněvadž ještě před svým posledním skokem byl Saladino na druhém místě.
Irving Saladino plnil roli vlajkonoše panamské výpravy na zahajovacím ceremoniálu LOH 2008 v Pekingu. Z kvalifikace postoupil výkonem 801 cm. Ve finále skočil ve čtvrté sérii 834 cm a bojoval o historicky první zlatou olympijskou medaili pro Panamu. Tu nakonec vybojoval, když nejdále skočil v poslední, šesté sérii Kubánec Ibrahim Camejo do vzdálenosti 820 cm, čímž vybojoval bronz. Stříbro získal Godfrey Khotso Mokoena z Jihoafrické republiky (824 cm).
Neúspěchem pro něj skončila účast na Mistrovství světa v atletice 2009 v Berlíně, kde ve finále třikrát přešlápl a nepostoupil mezi nejlepších osm. V roce 2010 na halovém MS v katarském Dauhá skončil v kvalifikaci.

## Osobní rekordy
- hala – (842 cm – 13. února 2008, Peania)
- dráha – (873 cm – 24. května 2008, Hengelo)[4]